# Tamia à queue rousse
Neotamias ruficaudus
Espèce
Synonymes
- Tamias ruficaudus (A.H. Howell, 1920)

Statut de conservation UICN

 LC  : Préoccupation mineure
Tamia à queue rousse (Neotamias ruficaudus) est un petit mammifère rongeurs de la famille des écureuils vrais (Sciuridae) qu'on peut trouver au Canada et aux États-Unis. On peut surtout les trouver au Montana et dans l'Idaho.